# Eilica giga
Eilica giga är en spindelart som beskrevs av FitzPatrick 1994. Eilica giga ingår i släktet Eilica och familjen plattbuksspindlar.
Artens utbredningsområde är Zimbabwe. Inga underarter finns listade i Catalogue of Life.